# Ego (singel Beyoncé)
Ego – piosenka amerykańskiej wokalistki rhythm and bluesowej Beyoncé Knowles, pochodząca z wersji deluxe jej trzeciego albumu studyjnego, I Am... Sasha Fierce. 2 czerwca 2009 roku wydana została jako piąty singel promujący płytę w Stanach Zjednoczonych.
Oficjalny remiks „Ego” nagrany z udziałem rapera Kanye Westa nominowany był do nagrody Grammy w kategorii najlepsza rapowa/wokalna kolaboracja. Wersja ta wydana została na Above and Beyoncé – Video Collection & Dance Mixes.

## Tło
„Ego” miał pierwotnie zostać wydany jako trzeci singel z albumu, jednak ostatecznie ukazał się dopiero jako piąty. Następnie planowano, że jego premiera nastąpi równocześnie z „Broken-Hearted Girl”, jednak wytwórnia kolejny raz zmieniła decyzję i w następstwie wydała jako singel „Sweet Dreams”.
Knowles powiedziała w wywiadzie dla MTV, że piosenka „po części mówi o kimś bardzo pewnym siebie i mającym pewną dumę w sposobie chodzenia i rozmowy, co jest jednym z powodów, dlaczego tacy ludzie mnie przyciągają.”

## Przyjęcie
Magazyn Billboard dał piosence pozytywną recenzję, pisząc: „Piąty singel z jej albumu I Am... Sasha Fierce łączy elementy z obu stron jej muzycznej osobowości. ‘Ego’ brzmi jak hołd dla old schoolowego R&B, zakorzenionego w dzisiejszych trendach produkcyjnych. Eksplorowana jest popowa strona Beyoncé, której towarzyszy opanowany wokal i ciekawa aranżacja pianina. Należy wyróżnić wokalistkę za umiarkowany wokal podczas tego interludium, zamiast którego pokazała prawdziwy głos i resztę, tak samo jak za dawnych czasów.”

## Wideoklip
Knowles przeżyła swój reżyserski debiut przy okazji kręcenia „Ego”. Reżyserią kreatywną zajął się choreograf, z którym wokalistka współpracowała od kilkunastu lat, Frank Gatson Jr. Beyoncé powiedziała Entertainment Weekly, że jej celem „było przede wszystkim zachowanie prostoty”. Zbootlegowana wersja teledysku, w której to Sheryl Murakami, choreograf i przyjaciel Gatsona, wykonuje ruchy taneczne z wideoklipu wyciekła do Internetu na początku marca 2009 roku. W materiale dodatkowym zawartym na Above and Beyoncé pokazany jest gliniany posąg Knowles stworzony z myślą o „Ego”. Nie został on jednak wykorzystany w finałowym wideoklipie.
Istnieją trzy wersje teledysku do „Ego”.
Wersja oficjalna
Miała premierę na stronie internetowej Knowles 21 maja 2009 roku. Wideoklip, podobnie jak „If I Were a Boy”, „Single Ladies (Put a Ring on It)” oraz „Diva”, nakręcony został w monochromatycznym formacie. W teledysku Beyoncé ma na sobie srebrny trykot i towarzyszą jej dwie tancerki w podobnych strojach, wykonujące tę samą choreografię. Fabuła widea opiera się wyłącznie na tańcu. „Ego” był pierwszym teledyskiem z I Am... Sasha Fierce, w którym wokalistka wystąpiła w kręconych włosach, podobnych do tych w „Work It Out”. W premierowych wersjach występujące w tekście słowo „bitch” było zagłuszane.
Wersja do remiksu „Ego”
Remiks „Ego” oraz teledysk do tej wersji wydany zostały na albumie Above and Beyoncé. Wideoklip miał premierę 15 czerwca 2009 roku w programie Access Granted BET. Wersja ta jest niemal identyczna z oryginalną, a wyjątek stanowi jedynie początek tekedysku, kiedy to kamera skierowana jest na Kanye Westa.
„Ego” zajął 38. miejsce na liście najlepszych teledysków 2009 roku według BET.
Ekskluzywny wideoklip dla fanów
Ekskluzywna wersja teledysku wydana została na Above and Beyoncé i występuje w niej wyłącznie Knowles.

## Sukces komercyjny
Singel zadebiutował na 77. miejscu Billboard Hot 100, a po ośmiu tygodniach awansował na 39. pozycję. „Ego” zajął również 3. miejsce, wyższe niż „If I Were a Boy” i „Halo”, na Billboard Hot R&B/Hip-Hop Songs.
W Nowej Zelandii „Ego” zadebiutował na 28. miejscu, a po trzech tygodniach awansował na 11. pozycję. W Bułgarii singel zajął miejsce 8., a 18 października 2009 roku był autorem największego awansu na liście po wzroście o 20 pozycji. W Afryce Południowej „Ego” dotarł na szczyt notowania po ośmiu tygodniach.
Po upływie kilku miesięcy od premiery w Stanach Zjednoczonych remiks piosenki z udziałem Kanye Westa zaczął zdobywać popularność w brytyjskich stacjach muzycznych. Jeden z kanałów muzycznych wybrał 29 marca 2010 roku „Ego” singlem tygodnia.

## Pozycje na listach
| Lista (2009)                         | Najwyższa pozycja |
| ------------------------------------ | ----------------- |
| Brazilian Hot 100 Airplay            | 24                |
| New Zealand Singles Chart            | 11                |
| South Afican Singles Chart           | 1                 |
| Swedish Singles Chart                | 29                |
| U.S. Billboard Hot 100               | 39                |
| U.S. Billboard Hot R&B/Hip-Hop Songs | 3                 |

### Certyfikaty
| Kraj              | Certyfikat       |
| ----------------- | ---------------- |
| Stany Zjednoczone | Złoto (500 000+) |